# Gia Lộc, Tây Ninh
Gia Lộc là một phường thuộc tỉnh Tây Ninh, Việt Nam.

## Địa lý
Phường Gia Lộc có vị trí địa lý:
- Phía đông giáp xã Hưng Thuận và phường An Tịnh
- Phía tây giáp xã Phước Thạnh và phường Gò Dầu
- Phía nam giáp phường Trảng Bàng
- Phía bắc giáp xã Truông Mít và xã Hưng Thuận

Phường Gia Lộc có diện tích 50,26 km², dân số năm 2025 là 137.354 người.

## Hành chính
Phường Gia Lộc được chia thành 5 khu phố: Gia Lâm, Gia Tân, Lộc Khê, Lộc Trát, Tân Lộc.

## Lịch sử
Trước đây, Gia Lộc là một xã thuộc huyện Trảng Bàng.
Năm 2019, xã Gia Lộc có diện tích 30,25 km², dân số là 20.354 người, mật độ dân số đạt 673 người/km².
Ngày 10 tháng 1 năm 2020, Ủy ban Thường vụ Quốc hội ban hành Nghị quyết số 865/NQ-UBTVQH14 (nghị quyết có hiệu lực từ ngày 1 tháng 2 năm 2020). Theo đó:
- Sáp nhập toàn bộ 3,00 km² diện tích tự nhiên và 2.964 người thuộc ấp Gia Huỳnh của xã Gia Lộc vào thị trấn Trảng Bàng để thành lập phường Trảng Bàng
- Thành lập phường Gia Lộc thuộc thị xã Trảng Bàng trên cơ sở toàn bộ diện tích và dân số còn lại của xã Gia Lộc.

Sau khi thành lập, phường Gia Lộc có diện tích 27,25 km², dân số là 17.390 người.
Trong đợt cải cách hành chính Việt Nam năm 2025, theo Nghị quyết số 1682/NQ–UBTVQH15, xã Phước Đông của huyện Gò Dầu đã sáp nhập với phường Gia Lộc thuộc tỉnh Tây Ninh.